# رضا العبد الله
رضا العبد الله (5 تموز/يوليو 1966-) مغني عراقي

## حياته الخاصة
ولد في كركوك منطقة رحيماوا
 نشأ في مدينة الثورة الشعبية لعائلة تتكون عائلته من أحد عشر أخا واختا ونظرا للظروف السياسية الصعبة التي مر بها العراق اضطر للعمل لإعالة عائلته
أثناء الحرب العراقية الإيرانية بلغ الثامنة عشر من عمره، التحق بمعهد بيت الفن والموسيقى في بغداد، العراق (House of Art and Music Conservatory of Iraq)، حيث درس لستّ سنوات كافة أوجه الموسيقى. تخرّج و
تابع رضا دراساته الموسيقية في أكاديمية الفنون والموسيقى والمسرح (Academy of Arts, Music and Theatre). ثم بدأ بتسجيل أعماله الموسيقية، وبسبب الظروف في العراق في ذلك الوقت ،لم تروَّج هذه الأعمال خلال أحداث
الغزو العراقي للكويت وبعدها حرب الخليج

## مشواره الفني
قبل أن يغادر العراق قدم بعض الأغاني لكنها لم تر النور بسبب الحصار الاقتصادي آنذاك والحياة السياسية الصعبة، غادر بلده عام 1997 ،انتقل بعدها إلى الأردن
ومن ثم انتقل إلى دولة الإمارات حيث استقر هناك 
قدم أغنية الملح والزاد عام 1997

وحققت هذه الأغنية انتشارا قدم ألبومات متتالية كالبوم ظالم وبعدك حبيبي الذي، شارك في مهرجانات عديدة خلال هذه الفترة القصيرة من عمره
الفني ك مهرجان قرطاج ومهرجان الدوحة بالإضافة إلى الحفلات
التي يحييها على مدار السنة في كثير من البلاد العربية والاوربية وأمريكا ومن أهمها حفله لاس فيغاس
تعامل مع العديد من الشعراء والملحنين((الشاعر كريم العراقي - كاظم السعدي - الشاب فراس الحبيب))، مثله الأعلى بالفن هو الفنان ناظم الغزالي غاب عن الساحة الفنية لعدة سنوات وعاد في عام 2015 بأغنيتين منفردتين.

## ألبومات
| الألبوم             | المنتج            | العام | الأغاني |
| ------------------- | ----------------- | ----- | --- |
| لا يا هلي الظلام    | إنتاج خاص         | 1999  | يا ظلام يا هلي-البخت-سواد الليل-تعاتبني على الماضي-سوي زين-ودي أنساك                                                                                       |
| ظــــالــــم        | روتانا            | 2001  | ظالم - يارب عليك العوض - ما نسيتك - هذا أنت عندي - على الذكرى - طفلة وغازلتني - موال جراح العراق - يا روحي - مبروك                                         |
| بعــــدك حبيبي      | روتانا            | 2003  | بعدك حبيبي - القساوة - اسأل عليك - الليلة - يا اسمر - عجبي - غربة أم - الوجوه - يا طيبــه                                                                  |
| عــــد بالأصابــــع | روتانا            | 2006  | يا عراق - الكبرياء - وين أنت - عد الاصابع - ياللخساره - يا هلا - مره مره - ماشي كلامك - على راسي - دلي للول - أنت وانا - ازرع ورد - احنا بزمن - منين أبوسك |
| يوم وسنة            | بلاتينيوم ريكوردز | 2009  | يوم وسنة - فدوة لقلبك - شالوا - وينك - اشكرك - ييابا - دار السلام - اني اتذكر - سلمولي - من يوم السبت - عذراء - ناوي تمشي - دلوعه - اناجي الليل - لا تسافر |

## فيديو كليب
| الأغنية                               | العام | المنتج              | المخرج             |
| ------------------------------------- | ----- | ------------------- | ------------------ |
| سوي زين وذب بالشط                     | 1993  | بابل                | جمال عبد جاسم      |
| سواد الليل                            | 1994  | كرم                 | فادي أكوب          |
| ودي أنساك وابتعد                      | 1995  | إنتاج خاص           | حيدر كريم          |
| الملح والزاد                          | 1997  | art الموسيقى        | حسين سليم          |
| لا يا هلي الظلام                      | 2000  | art الموسيقى        | حسين سليم          |
| يا رب عليك العوض                      | 2000  | art الموسيقى        | حسام الدين العاتكي |
| على الذكرى                            | 2000  | art الموسيقى        | محمد العجمي        |
| سلام الله يا دبي                      | 2000  | تلفزيون دبي         | حسين سليم          |
| ظالم                                  | 2001  | روتانا              | محمد العجمي        |
| ما نسيتك                              | 2001  | art الموسيقى        | محمد العجمي        |
| بعدك حبيبي                            | 2003  | روتانا              | حسين دعيبس         |
| القساوة                               | 2004  | روتانا              | جميل جميل المغازي  |
| إحنا بزمن                             | 2005  | روتانا              | حسين دعيبس         |
| مين تريد أبوسك                        | 2006  | روتانا              | جميل جميل المغازي  |
| عد الأصابع                            | 2006  | روتانا              | وليد ناصيف         |
| وينكم يا عرب                          | 2006  | إنتاج خاص           | ياسر الياسري       |
| كبرياء العراق                         | 2006  | إم بي سي            | حسين سليم          |
| أوبريت الضمير العربي                  | 2008  | أحمد العريان        | أحمد العريان       |
| دار السلام                            | 2009  | ميلودي              | حسين سليم          |
| يوم وسنة                              | 2009  | ميلودي              | مجموعة مخرجين      |
| فدوى لقلبك                            | 2010  | ميلودي              | كوبيلاي كساب       |
| أناجي الليل                           | 2010  | ميلودي              | ياسر الياسري       |
| يا رمز الصمود                         | 2011  | سورية للإنتاج الفني | مصطفى صفوان نعمو   |
| لا تبتعد لا حبيبي مع سفيتيلينا يانيفا | 2012  | ميلودي              | بلغاري             |
| خليفة القائد                          | 2014  | إنتاج خاص           | فهد يوسف           |
| ياما ياما                             | 2014  | إون اير             | بلال زيبارا        |
| تعال لحضني                            | 2015  | كواترو              | مصطفى العبد الله   |
| يا عذابي                              | 2015  | إنتاج خاص           | جميل جميل المغازي  |

## أغاني وطنية
- يا حمام الوطن
- كرمال عيونك يا بيروت
- وينكم يا عرب
- الضمير العربي
- موال أنا الإنسان ( مقطع )
- موال جراح العراق
- يا عراق الكبرياء
- دار السلام

## أهم المهرجانات التي شارك فيها
- قطر: مهرجان الدوحة 2003
- عُمان: مهرجان مسقط 2007
- تونس: مهرجان قرطاج، 2005
- الأردن الفحيص، 2008
- الجزائر: الجزائر 2015
- الإمارات العربية المتحدة دبي
- الولايات المتحدة: لاس فيغاس